# Meeting Areva 2010
Meeting Areva 2010 – mityng lekkoatletyczny, który odbył się w Paryżu 16 lipca 2010 roku. Zawody były kolejną odsłoną Diamentowej Ligi.

## Rezultaty

### Mężczyźni
| Konkurencja:                  | 1. miejsce                                                                                       | Wynik      | 2. miejsce                                                                            | Wynik   | 3. miejsce                                                             | Wynik   |
| Bieg na 100 m                 | Usain Bolt                                                                                       | 9,84       | Asafa Powell                                                                          | 9,91    | Yohan Blake                                                            | 9,95    |
| Bieg na 400 m                 | Jeremy Wariner                                                                                   | 44,49 WL   | Jermaine Gonzales                                                                     | 44,63   | Jonathan Borlée                                                        | 44,77   |
| Bieg na 800 m                 | Abubaker Kaki                                                                                    | 1:43,50    | Mbulaeni Mulaudzi                                                                     | 1:44,11 | Bram Som                                                               | 1:44,58 |
| Bieg na 3000 m z przeszkodami | Brimin Kipruto                                                                                   | 8:00,90 WL | Paul Kipsiele Koech                                                                   | 8:02,07 | Ezekiel Kemboi                                                         | 8:03,79 |
| Bieg na 110 m przez płotki    | David Oliver                                                                                     | 12,89 WL   | Ryan Wilson                                                                           | 13,12   | Ronnie Ash                                                             | 13,21   |
| Skok o tyczce                 | Renaud Lavillenie                                                                                | 5,91       | Derek Miles                                                                           | 5,70    | Maksym Mazuryk Łukasz Michalski                                        | 5,70    |
| Trójskok                      | Arnie David Giralt                                                                               | 17,49      | Alexis Copello                                                                        | 17,45   | Wiktor Kuzniecow                                                       | 17,21   |
| Rzut oszczepem                | Andreas Thorkildsen                                                                              | 87,50      | Teemu Wirkkala                                                                        | 83,77   | Tero Pitkämäki                                                         | 83,33   |
| Sztafeta 4 × 100 m            | Wielka Brytania · Jeffrey Lawal-Balogun · Craig Pickering · Marlon Devonish · Mark Lewis-Francis | 38,70      | Włochy · Roberto Donati · Simone Collio · Emanuele Di Gregorio · Giovanni Tomasicchio | 38,75   | Polska · Dariusz Kuć · Robert Kubaczyk · Kamil Masztak · Kamil Kryński | 39,14   |

### Kobiety
| Konkurencja:   | 1. miejsce         | Wynik       | 2. miejsce            | Wynik    | 3. miejsce               | Wynik    |
| Bieg na 200 m  | Allyson Felix      | 22,14       | Shalonda Solomon      | 22,55    | Debbie Ferguson-McKenzie | 22,62    |
| Bieg na 1500 m | Anna Alminowa      | 3:57,65 WL  | Christin Wurth-Thomas | 3:59,59  | Hind Dehiba              | 3:59,76  |
| Bieg na 5000 m | Vivian Cheruiyot   | 14:27,41 WL | Sentayehu Ejigu       | 14:28,39 | Elvan Abeylegesse        | 14:31,52 |
| Skok wzwyż     | Blanka Vlašić      | 2,02        | Chaunté Lowe          | 2,00     | Swietłana Szkolina       | 1,96     |
| Skok w dal     | Brittney Reese     | 6,79        | Naide Gomes           | 6,73     | Yargelis Savigne         | 6,73     |
| Pchnięcie kulą | Nadzieja Astapczuk | 20,78       | Valerie Vili          | 20,13    | Natalla Michniewicz      | 19,47    |
| Rzut dyskiem   | Yarelis Barrios    | 65,53       | Nicoleta Grasu        | 63,78    | Sandra Perković          | 63,62    |

## Rekordy
Podczas mityngu ustanowiono 3 krajowe rekordy w kategorii seniorów:
| Zawodnik        | Reprezentacja     | Konkurencja                | Rezultat |
| --------------- | ----------------- | -------------------------- | -------- |
| Jonathan Borlée | Belgia            | bieg na 400 m              | 44,77    |
| David Oliver    | Stany Zjednoczone | bieg na 110 m przez płotki | 12,89    |
| Hind Dehiba     | Francja           | bieg na 1500 m             | 3:59,76  |